# My Girlfriend's a Geek
My Girlfriend's a Geek (腐女子彼女。 Fujoshi Kanojo.?) är en japansk light novel-serie i två volymer av Pentabu som baseras på en populär blogg En mangaversion av Rize Shinba påbörjades 2007 och 2009 kom filmen, med dess engelska titel My Geeky Girlfriend